# Chris Harper
Chris Harper (* 23. listopadu 1994) je australský profesionální silniční cyklista jezdící za UCI WorldTeam Team Jayco–AlUla.

## Hlavní úspěchy
2016
Mistrovství Oceánie
 2. místo silniční závod do 23 let
6. místo silniční závod
2017
Tour de Langkawi
6. místo celkově
2018
UCI Oceania Tour
celkový vítěz
Mistrovství Oceánie
 vítěz silničního závodu
Národní šampionát
3. místo silniční závod
Tour of Japan
4. místo celkově
 vítěz soutěže mladých jezdců
Herald Sun Tour
6. místo celkově
New Zealand Cycle Classic
7. místo celkově
2019
Tour de Savoie Mont-Blanc
 celkový vítěz
 vítěz bodovací soutěže
 vítěz vrchařské soutěže
vítěz etap 4 a 5
Tour of Japan
 celkový vítěz
 vítěz soutěže mladých jezdců
vítěz 6. etapy
Národní šampionát
2. místo silniční závod
Mistrovství Oceánie
 3. místo silniční závod
6. místo časovka
Herald Sun Tour
4. místo celkově
Tour of Bihor
5. místo celkově
2020
Národní šampionát
3. místo časovka
2021
Národní šampionát
4. místo časovka
UAE Tour
4. místo celkově
2022
Vuelta a España
vítěz 1. etapy (TTT)
Sibiu Cycling Tour
9. místo celkově
2023
Národní šampionát
5. místo časovka
5. místo Coppa Ugo Agostoni
2024
Národní šampionát
2. místo silniční závod
2. místo časovka

### Výsledky na Grand Tours
| Grand Tour      | 2020 | 2021 | 2022 | 2023 | 2024 |
| --------------- | ---- | ---- | ---- | ---- | ---- |
| Giro d'Italia   | DNF  | —    | —    | —    | —    |
| Tour de France  | —    | —    | —    | 16   | DNF  |
| Vuelta a España | —    | —    | 33   | —    | DNF  |

| —   | Nezúčastnil se |
| DNF | Nedokončil     |